# Prestiti sindacati
I prestiti sindacati, conosciuti anche come "finanziamenti in pool", sono erogati da un consorzio di banche (il pool) a favore di un'impresa.
Scopo di tale raggruppamento è la ripartizione del rischio e dello sforzo di finanziamento; il pool si scioglie una volta ultimata l'operazione.

I prestiti in pool fanno parte di quella categoria di finanziamenti a medio-lungo termine che concedono le banche.
La terminologia usata  è quasi sempre di origine anglosassone e, sia pure con qualche oscillazione, si usa indicare il gruppo di istituzioni creditizie come lenders e il mutuatario borrower.
Si distingue normalmente:
- la banca arranger che si assume l'onere dell'organizzazione,
- la banca capofila, (spesso coincide con la banca arranger) che coordina dopo la sindacazione
- la banca agente che cura tutti gli aspetti amministrativi dopo l'operatività del prestito
- la banca partecipante che eroga una quota parte del prestito.

| Controllo di autorità | Thesaurus BNCF 49889 · LCCN (EN) sh94005445 · GND (DE) 4138448-9 · J9U (EN, HE) 987007546734805171 |